# Novodinia antillensis
Novodinia antillensis är en sjöstjärneart som först beskrevs av A.H.Clark 1934.  Novodinia antillensis ingår i släktet Novodinia och familjen Brisingidae. Inga underarter finns listade i Catalogue of Life.

## Bildgalleri

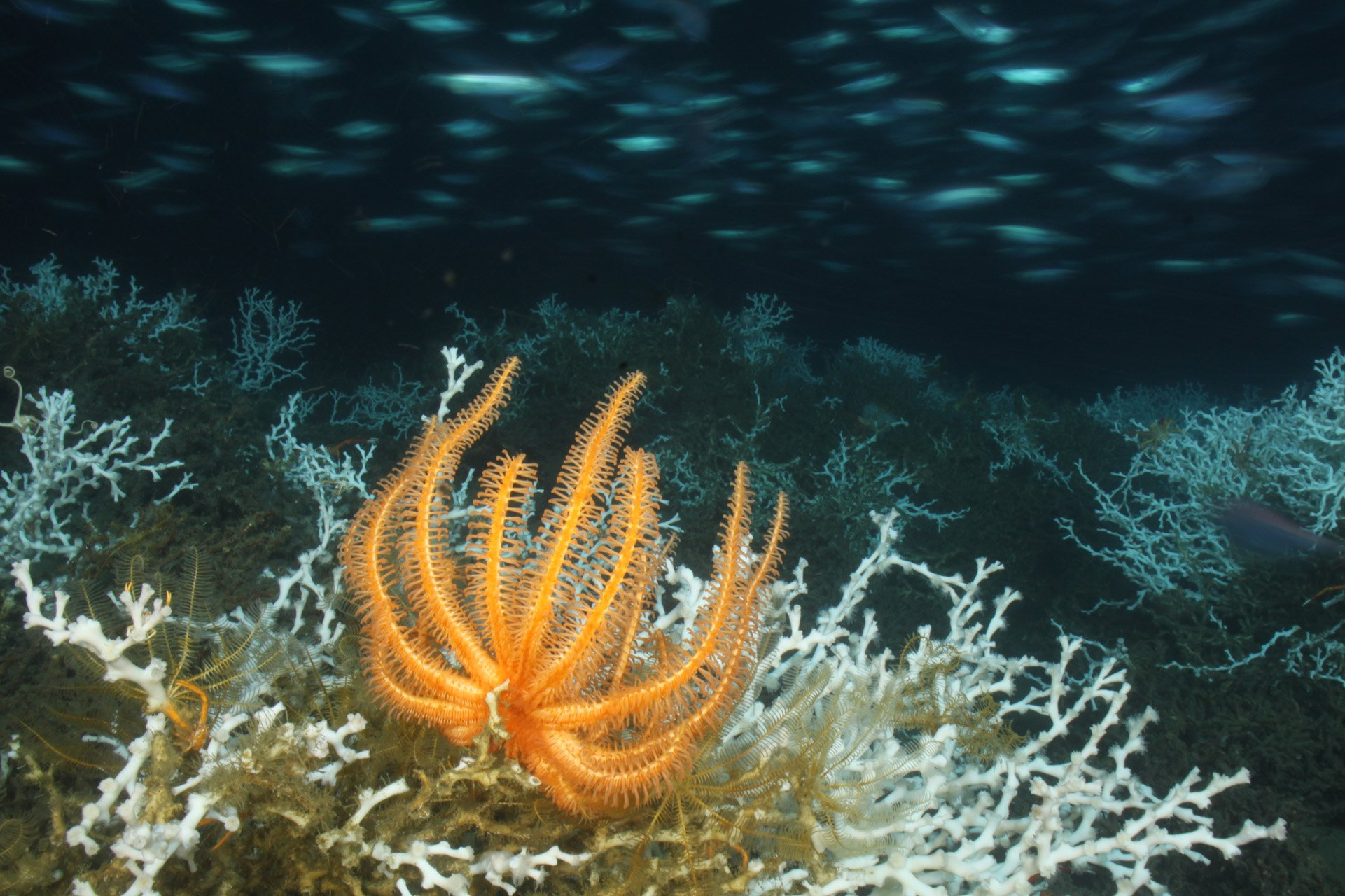